# نعمان الصهيبي
نعمان طاهر صالح الصهيبي (1 يناير 1965 -) هو سياسي ووزير المالية اليمني سابقا.

## حياته
من مواليد 1965م، من مديرية السدة، محافظة إب، الجمهورية اليمنية.

## مناصب
- موظف بشئون الموظفين بمصلحة الضرائب.
- سكرتير مدير عام البحوث والتفتيش.
- رئيس قسم الإعفاءات عام 1984 م.
- مديراً لمكتب رئيس المصلحة 1985-1990 م.
- عين وكيلاً لمصلحة الضرائب في الفترة من 2001-2005م.
- عين رئيساً لمصلحة الضرائب في الفترة من 2005-2007م.
- عين وزيراً للمالية في الفترة من 5 إبريل 2007 م إلى 7 ديسمبر 2011